# Medical Subject Headings
El término Encabezados de Temas Médicos (en inglés, MeSH, acrónimo de Medical Subject Headings) también conocido como términos MESH, es un vocabulario terminológico controlado para publicaciones de artículos y libros de ciencia, creado por la Biblioteca Nacional de Medicina de Estados Unidos (en inglés NLM).
El MeSH puede consultarse y descargarse gratuitamente en Internet (PubMed). La versión impresa anual se dejó de publicar en 2007. Originalmente en inglés, MeSH se tradujo a numerosos idiomas lo que permitió la recuperación de documentos en otras lenguas diferentes del inglés.
El objetivo principal de MeSH es proporcionar una terminología jerárquicamente organizada para la indexación y catalogación de información biomédica, como MEDLINE /  PubMed y otras bases de datos de NLM.

## Estructura del MeSH

Las relaciones jerárquicas en MeSH del 2005: «Neoplasias de estómago y todos sus términos más amplios».

La versión 2008 del MeSH contenía un total de 24 767 títulos de material, también conocidos como descriptores, la mayor parte de los cuales se acompañaban por una breve descripción o definición, enlaces a los descriptores relacionados, y una lista de sinónimos o términos muy similares (conocidos con el nombre de «términos de entrada»).
Este diccionario de sinónimos se creó en la década de 1960 y comprende alrededor de 4000 términos, como la evolución de los encabezamientos de materia impresos en los separadores utilizados en los gabinetes de tarjetas de la biblioteca. En 2021, el número de descriptores casi alcanzó los 30,000. El tesauro MeSH está organizado en una estructura jerárquica, con términos que describen conceptos más amplios en la parte superior de la estructura de árbol, con términos MeSH descendientes que describen conceptos más específicos (es decir, más específicos).

### Organización jerárquica de los descriptores
Los descriptores o encabezamientos de materia se organizan de manera jerárquica. Un descriptor dado puede aparecer en varios lugares en el árbol jerárquico. Las ubicaciones del árbol llevan etiquetas de manera sistemática, conocidas como «número de árboles» y, por consiguiente, un descriptor puede llevar varios números de árbol. Por ejemplo, tras el gráfico de la derecha, C significa «Enfermedades de C06 Enfermedades del sistema digestivo», y para C06.301 «Neoplasias del Sistema Digestivo»; C04 para las «neoplasias», para C04.588 «Neoplasias por sitio», y C04.588.274 segundo árbol para «Neoplasias del sistema digestivo». Como se observa en el gráfico, el término «Neoplasias» aparece en cuatro lugares en la jerarquía y, por lo tanto, lleva cuatro números diferentes de árboles. El número de árboles de un descriptor dado está sujeto a los constantes cambios en la actualización del MeSH. Cada descriptor también lleva un número de identificación alfanumérico único, que no varía.

## Categorías
Las categorías de nivel superior en la jerarquía de descriptores MeSH son:
- Anatomía [A]
- Organismos [B]
- Enfermedades [C]
- Productos químicos y fármacos [D]
- Técnicas y equipos analíticos, diagnósticos y terapéuticos [E]
- Psiquiatría y Psicología [F]
- Fenómenos y procesos [G]
- Disciplinas y ocupaciones [H]
- Antropología , Educación, Sociología y Fenómenos Sociales [I]
- Tecnología, industria y agricultura [J]
- Humanidades [K]
- Ciencia de la información [L]
- Grupos con nombre [M]
- Atención sanitaria [N]
- Características de la publicación [V]
- Geografía [Z]